# 1960 (numero)
Millenovecentosessanta (1960) è il numero naturale dopo il 1959 e prima del 1961.

## Proprietà matematiche
- È un numero pari.
- È un numero composto da 24 divisori: 1, 2, 4, 5, 7, 8, 10, 14, 20, 28, 35, 40, 49, 56, 70, 98, 140, 196, 245, 280, 392, 490, 980, 1960. Poiché la somma dei suoi divisori (escluso il numero stesso) è 3170 > 1960, è un numero abbondante.
- È esprimibile in un solo modo come somma di due quadrati: 1960 = 1764 + 196 = 422 + 142.
- È un numero intoccabile.
- È un numero pratico.
- È un numero semiperfetto in quanto pari alla somma di alcuni (o tutti) i suoi divisori.
- È un numero malvagio.
- È parte delle terne pitagoriche (441, 1960, 2009), (672, 1960, 2072), (714, 1960, 2086), (1155, 1960, 2275), (1176, 1568, 1960), (1470, 1960, 2450), (1960, 2001, 2801), (1960, 2058, 2842), (1960, 2394, 3094), (1960, 2457, 3143), (1960, 3150, 3710), (1960, 3675, 4165), (1960, 4602, 5002), (1960, 4704, 5096), (1960, 5313, 5663), (1960, 6720, 7000), (1960, 8463, 8687), (1960, 9504, 9704), (1960, 9702, 9898), (1960, 11925, 12085), (1960, 13650, 13790), (1960, 17094, 17206), (1960, 19158, 19258), (1960, 19551, 19649), (1960, 23970, 24050), (1960, 27405, 27475), (1960, 34272, 34238), (1960, 38391, 38441), (1960, 48000, 48040), (1960, 60009, 60041), (1960, 68586, 68614), (1960, 96030, 96050), (1960, 120042, 120058), (1960, 137193, 137207), (1960, 192075, 192085), (1960, 240096, 240104), (1960, 480198, 480202), (1960, 960399, 960401).

## Astronomia
- 1960 Guisan è un asteroide della fascia principale del sistema solare.

## Astronautica
- Cosmos 1960 è un satellite artificiale russo.